# Model przekroju geologicznego przez Sudety Środkowe
Model przekroju geologicznego przez Sudety Środkowe – zbudowany ze skał przekrój geologiczny znajdujący się w Ogrodzie Botanicznym Uniwersytetu Wrocławskiego we Wrocławiu.
Model przedstawia przekrój geologiczny przez nieckę wałbrzyską w Sudetach Środkowych. Wykonany jest z naturalnych skał występujących w tej niecce, m.in. karbońskich piaskowców, łupków i pokładów węgla kamiennego, ułożonych tak, aby przypominały ich rzeczywisty układ w terenie. Z lewej strony znajduje się, ułożony z permskich porfirów, komin wulkaniczny i górujący nad nim stożek wulkaniczny. Skały osadowe są wygięte synklinalnie i dodatkowo poprzemieszczane na liniach uskoków. W profil wmurowane są odciski i odlewy fragmentów pni sygilarii, lepidodendronów i kalamitów. Przed profilem znajdują się skamieniałości - fragmenty pni pierwotnych drzew szpilkowych z rodzaju Walchia, a także sygilarii.
Przekrój powstał w 1856 r., a jego twórcą był botanik, paleontolog i paleobotanik prof. Heinrich Göppert.